# Нестор Абаджиев
Нестор Кр. Абаджиев е български учител, търговец и политик.

## Биография
Той е роден през 1851 година в Копривщица. Учител е в Пирот и Карлово.
След Освобождението се установява в Пловдив, където първоначално е секретар на окръжния съвет, а след това се занимава с търговия. От 1882 до 1886 г. е директор на Областната печатница в Източна Румелия. През 1895 година е сред основателите на Пловдивската търговско-индустриална камара, която председателства през 1903 – 1904 година. Народен представител е в IX, X, XII и XV обикновено народно събрание.
През 1885 г. съставя първото българско „Ръководство от полезни познания за един печатар-работник“.